# Parc national Parima Tapirapecó
Le parc national Parima Tapirapecó (Parque Nacional Paríma Tapirapecó en espagnol) est un parc national du Venezuela situé dans l'État d'Amazonas. Il possède une superficie de 34 200 km2 et il a été créé le 5 juin 1991. Il se situe dans les municipalités d'Atabapo et de Río Negro dans l'État d'Amazonas.

## Description
C'est le parc national le plus étendu du Venezuela. Grâce à lui les sources de l'Orénoque sont protégées, de même que l'espace naturel et la culture des amérindiens Yanomami.
Ce parc national jouxte la frontière brésilienne. De l'autre côté de celle-ci se trouve la réserve nationale brésilienne des indiens Yanomami.
Le parc fait partie de la réserve de biosphère du Alto-Orinoco-Casiquiare, avec le parc national Serranía La Neblina.